# 官僚出身の国会議員一覧
日本において、官僚（文官）出身で国会議員となった人物。

## あ行
- 相川勝六
- 相澤英之
- 愛知揆一
- 青木一男
- 青柳一郎
- 赤城徳彦
- 赤木正雄
- 赤沢亮正
- 赤間文三
- 芦田均
- 東力
- 足立康史
- 阿知波吉信
- 阿南一成
- 安孫子藤吉
- 阿部正俊
- 安倍基雄
- 新井将敬
- 荒井聰
- 荒井正吾

- 荒木万寿夫
- 有田喜一
- 有田八郎
- 粟屋敏信
- 安東義良
- 池田勇人
- 池田行彦
- 石井啓一
- 石井光次郎
- 石川弘
- 石黒武重
- 石関貴史
- 石谷憲男
- 石破二朗
- 石原幹市郎
- 泉信也
- 岩動道行
- 礒崎陽輔
- 市川一朗
- 一川保夫

- 市来乙彦
- 伊東正義
- 井上一徳
- 井上喜一
- 井上信治
- 井上孝
- 井上美代
- 伊能繁次郎
- 猪口邦子
- 井野碩哉
- 伊吹文明
- 今井勇
- 今松治郎
- 入沢肇
- 岩井國臣
- 岩本荘太
- 植木庚子郎
- 上野公成
- 上野賢一郎
- 内田常雄

- 永野嚴雄
- 江田憲司
- 江藤智
- 海老原義彦
- 遠藤乙彦
- 遠藤三郎
- 遠藤宣彦
- 遠藤柳作
- 大麻唯男
- 大泉博子
- 大河原太一郎
- 大木浩
- 大串博志
- 大久保武雄
- 大久保留次郎
- 大達茂雄
- 太田正孝
- 大坪健一郎
- 大西正男
- 大野功統

- 大橋武夫
- 大原一三
- 大平正芳
- 大村清一
- 大村襄治
- 大村秀章
- 岡崎勝男
- 岡田克也
- 岡田五郎
- 緒方林太郎
- 岡野裕
- 岡部三郎
- 岡本芳郎
- 小川淳也
- 小川元
- 奥野誠亮
- 奥野総一郎
- 長田裕二
- 小沢辰男
- 越智通雄

- 鬼丸勝之
- 小野次郎
- 尾身幸次

## か行
- 加賀山之雄
- 柿澤弘治
- 梶木又三
- 鹿島守之助
- 梶原清
- 片山さつき
- 片山虎之助
- 勝間田清一
- 加藤勝信
- 加藤紘一
- 加藤武徳
- 角屋堅次郎
- 金井元彦
- 兼岩伝一
- 金子一平
- 金子善次郎
- 金子みつ
- 金子洋一
- 金田英行
- 金田勝年

- 金丸三郎
- 鎌田要人
- 亀井静香
- 亀井光
- 賀屋興宣
- 唐沢俊樹
- 河井彌八
- 川口順子
- 川島正次郎
- 川橋幸子
- 河村勝
- 川村秀三郎
- 河原田稼吉
- 神崎武法
- 木内四郎
- 城内実
- 岸信介
- 岸田文武
- 岸本周平
- 北神圭朗

- 北沢直吉
- 北村暢
- 北脇保之
- 木原誠二
- 木村俊夫
- 木村仁
- 久間章生
- 楠瀬常猪
- 久世公堯
- 沓掛哲男
- 熊谷弘
- 熊代昭彦
- 黒金泰美
- 黒住忠行
- 剱木亨弘
- 小泉龍司
- 古池信三
- 小池正勝
- 高祖憲治
- 郡祐一

- 古賀一成
- 小金義照
- 古賀正浩
- 古賀雷四郎
- 小島慶三
- 後藤斎
- 後藤茂之
- 後藤田正晴
- 後藤文夫
- 後藤正夫
- 後藤祐一
- 小西哲
- 小西洋之
- 小林興起
- 小林孝平
- 小林武治
- 小村欣一
- 近藤鉄雄

## さ行
- 斎藤邦吉
- 斎藤健
- 斎藤寿夫
- 斎藤昇
- 坂井隆憲
- 坂本由紀子
- 桜井三郎
- 迫水久常
- 佐々木満
- 佐々木義武
- 笹山茂太郎
- 佐藤一郎
- 佐藤昭郎
- 佐藤栄作
- 佐藤剛男
- 佐藤尚武
- 佐藤信秋
- 佐藤道夫
- 鮫島宗明
- 沢田一精

- 椎名悦三郎
- 塩崎潤
- 塩田晋
- 重徳和彦
- 重成格
- 重政誠之
- 重政庸徳
- 重光葵
- 始関伊平
- 幣原喜重郎
- 篠原孝
- 下稲葉耕吉
- 下条進一郎
- 下条康麿
- 正力松太郎
- 新谷寅三郎
- 末松義規
- 杉原荒太
- 菅川健二
- 鈴木寛

- 鈴木馨祐
- 鈴木憲和
- 鈴木正孝
- 周東英雄
- 須藤良太郎
- 須磨弥吉郎
- 住栄作
- 関根則之
- 瀬戸山三男
- 曽祢益

## た行
- 高井崇志
- 高田浩運
- 高橋進太郎
- 高橋等
- 高野博師
- 高見三郎
- 滝実
- 竹内藤男
- 竹本直一
- 竹本孫一
- 竹山祐太郎
- 田子一民
- 館哲二
- 橘慶一郎
- 橘秀徳
- 達増拓也
- 田中栄一
- 田中啓一
- 田中耕太郎
- 田中覚
- 田中好

- 棚橋泰文
- 谷垣専一
- 谷川寛三
- 谷川昇
- 玉置実
- 玉木雄一郎
- 玉柳実
- 田村謙治
- 段本幸男
- 塚原俊郎
- 辻英雄
- 津島壽一
- 津島雄二
- 都築譲
- 鶴園哲夫
- 鶴見祐輔
- 手島栄
- 出淵勝次
- 寺田稔
- 寺本広作
- 徳茂雅之

- 床次徳二
- 戸塚九一郎
- 富田健治
- 友納武人
- 豊田潤多郎

## な行
- 内藤誉三郎
- 中井光次
- 永岡洋治
- 長尾立子
- 中川一郎
- 中川雅治
- 長崎幸太郎
- 中島章夫
- 長勢甚遠
- 中曽根康弘
- 永田寿康
- 永田良雄
- 中西一郎
- 中野洋昌
- 永野嚴雄
- 中村清
- 中村幸八
- 中村純一
- 中村力
- 中山恭子

- 中山成彬
- 灘尾弘吉
- 西川知雄
- 西田猛
- 西宮弘
- 西村英一
- 西村直己
- 根本匠
- 野田卯一
- 野田毅
- 野田実
- 野原正勝
- 野村吉三郎
- 野呂田芳成

## は行
- 萩原誠司
- 橋本清吉
- 橋本博明
- 橋本龍伍
- 長谷川憲正
- 畑浩治
- 秦野章
- 波多野敬直
- 服部三男雄
- 鳩山威一郎
- 葉梨康弘
- 浜田卓二郎
- 早川崇
- 早川忠孝
- 林田正治
- 林田悠紀夫
- 林義郎
- 原田昇左右
- 原田義昭
- 原文兵衛

- 檜垣徳太郎
- 平泉渉
- 平岡秀夫
- 平沢勝栄
- 平野達男
- 平林鴻三
- 広瀬久忠
- 広野允士
- 福井勇
- 福井照
- 福井盛太
- 福島啓史郎
- 福島譲二
- 福島伸享
- 福田赳夫
- 福田篤泰
- 福永健司
- 藤井裕久
- 藤井基之
- 藤枝泉介

- 藤島正之
- 藤末健三
- 藤野公孝
- 船田中
- 舟山康江
- 古井喜実
- 古川元久
- 古屋亨
- 帆足計
- 細田吉蔵
- 細田博之
- 穂積良行

## ま行
- 前尾繁三郎
- 前田佳都男
- 前田武志
- 牧野隆守
- 牧野良三
- 真島一男
- 増田甲子七
- 増原惠吉
- 増原義剛
- 町村金五
- 町村信孝
- 松井孝治
- 松浦昭
- 松浦功
- 松浦栄
- 松岡利勝
- 松下忠洋
- 松平恒雄
- 松田岩夫
- 松永光

- 松前重義
- 松宮勲
- 松村龍二
- 松本十郎
- 松本俊一
- 真鍋光広
- 丸山和也
- 三浦一雄
- 三浦義男
- 満尾君亮
- 三ツ矢憲生
- 南好雄
- 三村和也
- 宮崎茂一
- 宮澤喜一
- 宮澤弘
- 宮澤洋一
- 宮路和明
- 宮下創平
- 宮本一三

- 村井仁
- 村上義一
- 村田敬次郎
- 村田吉隆
- 村山達雄
- 持永和見
- 森清
- 守島伍郎
- 守住有信
- 森田一
- 森元恒雄
- 森山欽司
- 森山眞弓

## や行
- 安井誠一郎
- 保岡武久
- 柳澤伯夫
- 矢野庄太郎
- 山内一郎
- 山尾志桜里
- 山崎巌
- 山崎平八郎
- 山下元利
- 山下貴史
- 山田久就
- 山田芳治
- 山本幸三
- 山本幸雄
- 湯沢三千男
- 横内正明
- 吉武恵市
- 吉田茂
- 吉野信次
- 依田智治

## わ行
- 若林正俊
- 脇雅史
- 和田耕作
- 和田隆志
- 渡辺具能
- 和田博雄